# Synallaxe à front rayé
Phacellodomus striaticeps
Espèce
Statut de conservation UICN

 LC  : Préoccupation mineure
Le Synallaxe à front rayé (Phacellodomus striaticeps) est une espèce d'oiseaux de la famille des Furnariidae.
Son aire s'étend à travers la partie est de la puna dans la cordillère des Andes.